# Lucmau
Luc Mau (en francès Lucmau) és un municipi francès situat al departament de la Gironda i a la regió de la Nova Aquitània. El seu nom prové del llatí Lucius Magnus.

## Demografia
| 1962                                       | 1968 | 1975 | 1982 | 1990 | 1999 | 2007 |
| ------------------------------------------ | ---- | ---- | ---- | ---- | ---- | ---- |
| 218                                        | 256  | 186  | 188  | 199  | 208  | 235  |
| Des de 1962: població sense dobles comptes |      |      |      |      |      |      |

## Administració
| Període   | Identitat             | Partit |
| --------- | --------------------- | ------ |
| 2001-2008 | Jean Claude Candau    | PS     |
| 2008-     | Maryse Renard Banquet |        |